# Kyle Powys Whyte
Kyle Powys Whyte é um filósofo indígena e estudioso da justiça climática/ambiental . Ele é professor de Meio Ambiente e Sustentabilidade e professor George Willis Pack na Escola de Meio Ambiente e Sustentabilidade da Universidade de Michigan . Whyte serviu formalmente como Presidente Timnick em Humanidades no Departamento de Filosofia da Faculdade de Artes e Letras da Michigan State University .

## Infância e educação
Whyte é Potawatomi e um membro registrado da Nação Citizen Potawatomi . Depois de se formar em administração de empresas no Babson College, Whyte se envolveu mais com as humanidades e a justiça. Ele então obteve seu mestrado pela University of Memphis e PhD pela Stony Brook University . Enquanto ganhava seu PhD, Whyte recebeu um dos prêmios K. Patricia Cross Future Leaders de 2009.

## Carreira
Whyte é Potawatomi e um membro registrado da Nação Citizen Potawatomi . Depois de se formar em administração de empresas no Babson College, Whyte se envolveu mais com as humanidades e a justiça. Ele então obteve seu mestrado pela University of Memphis e PhD pela Stony Brook University . Enquanto ganhava seu PhD, Whyte recebeu um dos prêmios K. Patricia Cross Future Leaders de 2009.
Em janeiro de 2015, Whyte foi nomeado presidente Timnick inaugural em Humanidades na Faculdade de Artes e Letras da Michigan State University. Enquanto atuava nessa função, ele colaborou com pesquisadores do College of Natural Science da MSU e do College of Menominee Nation Sustainable Development Institute de Wisconsin para "promover melhores relações entre tribos e organizações científicas ao lidar com as mudanças climáticas". Mais tarde, ele recebeu um prêmio do programa NSF INCLUDES da National Science Foundation por seu projeto "Integrating Indigenous and Western Knowledge to Transform Learning and Discovery in the Geosciences".
Durante o ano acadêmico de 2019–20, seu último ano na MSU, Whyte foi promovido ao posto de professor titular . Mais tarde, Whyte e Caldwell foram co-ganhadores do Prêmio de Bolsa de Engajamento Comunitário da MSU por seu trabalho em conjunto. Ele também ganhou o Distinguished Partnership Award for Community-Engaged Research. Whyte deixou a MSU em 2020 para aceitar a cátedra George Willis Pack na Escola de Meio Ambiente e Sustentabilidade da Universidade de Michigan . Whyte também é afiliado do programa de Ciência, Tecnologia e Políticas Públicas (STPP) por meio da Escola Gerald R. Ford de Políticas Públicas .